# Lo chiamavano Tresette... giocava sempre col morto
Série
Di Tresette ce n'è uno, tutti gli altri son nessuno
(1974)
Pour plus de détails, voir Fiche technique et Distribution.
Lo chiamavano Tresette... giocava sempre col morto est un western spaghetti italien sorti en 1973 réalisé par Giuliano Carnimeo.
La suite est Di Tresette ce n'è uno, tutti gli altri son nessuno. Ces deux titres se répondent: "Ils l'appelaient Tresette... il jouait toujours avec les morts" est suivi de "Il y a un seul Tresette, tous les autres ne sont personne".

## Synopsis
Tresette, un pistolero phénoménal et pacifique, arrive à "Mela Bacata". Il apprend qu'on cherche quelqu'un de courageux pour transporter un million de dollars en or à travers une vallée infestée de bandits. Avec Bamby, un vieil ami, qui se présente comme un shérif sans l'être, ils relèvent le défi de transporter l'or jusqu'à Dallas. Ils camouflent la diligence en chariot de vendeur ambulant, et parviennent à éviter les guet-apens des bandits, mais pas sans se salir les mains.

La première bande les laisse passer en les prenant pour des vendeurs ambulants ; la deuxième se fait tromper également, mais si les hommes de la troisième reconnaissent Tresette, ils ne réussissent pas à le vaincre au combat. Il reste la dernière bande, celle d'Aureola, qui après avoir essayé d'arrêter Tresette, finissent par le laisser passer. Arrivés à Dallas, Tresette et Bamby sont menacés de pendaison, parce que l'or n'est en fait que du plomb couvert de paillettes.
Évadés de prison, ils comprennent qu'ils ont été trompés par le banquier McPearson et ils s'introduisent dans un bal masqué qu'il a organisé. Arrivé dans le bureau de McPearson, Tresette découvre les relations louches que le banquier entretient avec Miss Marlene, la propriétaire du saloon et d'une pâtisserie dans la ville. C'est justement en cachant l'or dans les paquets de pâtisserie que McPearson le fait sortir des États-Unis vers le Mexique. Tresette et Bamby interviennent donc dans la pâtisserie, où se prépare le transfert, et après une bonne bagarre, réussissent à récupérer l'or et à s'échapper.

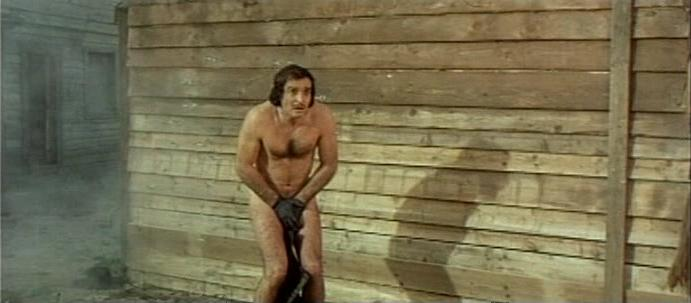
Veleno, littéralement mis à nu...

Sans compter que pendant toute la durée du film, Tresette est suivi par un pistolero, Veleno, qui veut le défier et le tuer à tout prix, ce que Tresette évite par divers stratagèmes.

## Fiche technique
- Titre italien original : Lo chiamavano Tresette... giocava sempre col morto
- Genres : Western spaghetti, Comédie
- Réalisateur : Giuliano Carnimeo (sous le pseudo d'Anthony Ascott)
- Scénariste : Tito Carpi
- Production : Luciano Martino, pour Lea Film
- Photographie : Stelvio Massi
- Montage : Attilio Vincioni
- Musique : Bruno Nicolai
- Décors : Giacomo Calò Carducci
- Costumes : Luciano Sagoni
- Maquillage : Pietro Tenoglio
- Pays :  Italie
- Année de sortie : 1973
- Durée : 82 minutes
- Distribution en Italie : Titanus

## Distribution
- George Hilton : Tresette
- Ida Galli (sous le pseudo d'Evelyn Stewart) : Marlene
- Cris Huerta : Bamby
- Tony Norton : Veleno
- Umberto D'Orsi : McPherson
- Salvatore Borgese : Sal Pappalardo
- Nello Pazzafini : Aureola Joe
- Rosalba Neri : Concettina
- Dante Cleri : le maire
- Furio Meniconi : "Mano Veloce"
- Pietro Ceccarelli (it) : le bandit chauve
- Gino Pagnani : "Pussy Pussy"
- Lino Coletta : un frère de Pappalardo